# 1949
1949 (MCMXLIX) fue un año común comenzado en sábado según el calendario gregoriano.

## Acontecimientos

### Enero
- 8 de enero: el presidente Gabriel González Videla promulga la Ley que permite a las mujeres votar en Chile.
- 20 de enero: el demócrata Harry S. Truman jura como presidente de Estados Unidos para un segundo mandato.
- 25 de enero: en China, tropas comunistas ocupan la ciudad de Pekín, diez días antes habían tomado el importante puerto de Tianjin.

### Febrero
- 1 de febrero: el Banco de México vincula la cotización del peso mexicano a la del dólar, con el propósito de consolidarlo y reducir la diferencia entre el valor representativo de la moneda y el adquisitivo.
- 2 de febrero: en Villarrica (Chile) erupciona el volcán del mismo nombre.
- 5 de febrero: en Irán se disuelve el Partido Tudeh, de orientación comunista.
- 10 de febrero: en Irlanda del Norte los conservadores unionistas obtienen la mayoría parlamentaria.
- 10 de febrero: en Estados Unidos se estrena la obra La muerte de un viajante, de Arthur Miller, dirigida por Elia Kazan.
- 13 de febrero: se crea la Federación de Atletismo de Asia, conocida luego de su transformación como Consejo Olímpico de Asia.[1]
- 14 de febrero: en Quito (Ecuador), una emisora transmite la versión radiofónica de Orson Welles de la novela La guerra de los mundos de Herbert George Wells, y causa el mismo pánico que en Nueva York diez años antes. El populacho capitalino ataca la radio y mata a varios periodistas de un periódico del mismo edificio.
- 15 de febrero: en las cuevas de Qumrán (en la costa noroeste del mar Muerto, 45 km al este de la ciudad de Jerusalén), Gerald Lankester Harding y Roland de Vaux comienzan las excavaciones en la cueva 1, donde finalmente descubrirán los primeros siete Rollos del mar Muerto.
- 15 de febrero: en Jerusalén (Israel) el parlamento Knesset aprueba la candidatura de Chaim Weizmann como 1.º presidente de Israel.
- 16 de febrero: en Nueva York (Estados Unidos) en la sede de la ONU comienzan las conversaciones sobre Berlín entre los delegados de Estados Unidos y la Unión Soviética.
- 17 de febrero: en Barcelona son fusilados cuatro miembros del PSUC (Partido Socialista Unificado de Cataluña).
- 20 de febrero: en las islas de Cabo Verde un derrumbamiento ocasiona 232 muertos y 50 heridos.
- 21 de febrero: Nicaragua da por terminadas las diferencias existentes con Costa Rica, a causa de las actividades de los exiliados costarricenses.
- 24 de febrero: en la isla de Rodas se firma el armisticio que pone fin a la primera guerra árabe-israelí. Por otro lado, el líder sionista Jaim Weizmann es elegido presidente de Israel.
- 24 de febrero: en Estados Unidos se lanza el primer cohete de dos etapas, que asciende a 392 km de altura.

### Marzo
- 11 de marzo: en el Parque Central de La Habana (Cuba), marines estadounidenses profanan la estatua del héroe nacional cubano José Martí (1853-1895).
- 29 de marzo: en la ciudad de Medellín (Colombia), el comerciante Gustavo Toro Quintero funda el supermercado Éxito, que en esa época llevará su propio nombre (supermercado Quintero).

### Abril
- 1 de abril: Éire deja la Comunidad Británica y se convierte en la República de Irlanda.
- 3 de abril: en Brasil Comienza la 21.ª edición de la Copa América.
- 4 de abril: en Washington D. C. se crea la OTAN.
- 13 de abril: en Olympia, Washington se registra un terremoto de 6,7 que deja 8 personas muertas y 64 heridos.
- 17 de abril: "easter parade" Aterrizaje masivo de aviones en Berlín descargando más de trece mil toneladas de carbón y otros productos para abastecer a Berlín Occidental durante el  bloqueo de Berlín
- 23 de abril: en China, tropas comunistas ocupan la ciudad de Nankín.

### Mayo
- 4 de mayo: ocurre la Tragedia de Superga en Italia.
- 5 de mayo: Tratado de Londres donde se firma el Estatuto del Consejo de Europa.
- 5 de mayo: en San Juan (Puerto Rico) el contador puertorriqueño Juan Ángel Gil organiza la Primera Conferencia Interamericana de Contabilidad. Se instituye el Día del Contador de las Américas. Nace la Asociación Interamericana de Contabilidad (AIC).
- 8 de mayo: en Brasil Finaliza la Copa América y la Selección Anfitriona es campeona por tercera vez de dicha competición, tras ganarle por 7-0 a la Selección Paraguaya.
- 9 de mayo: Raniero III se convierte en príncipe de Mónaco tras la muerte de su abuelo, Luis II.
- 14 de mayo: en Argentina, el gobierno de Juan Domingo Perón nacionaliza el último ferrocarril extranjero en el país: el Ferrocarril Central de Buenos Aires.
- 23 de mayo: en Alemania, los aliados Occidentales aprueban la creación de la República Federal de Alemania. Mientras que el 7 de octubre del mismo año, la República Democrática Alemana es proclamada en Alemania Oriental.

### Junio
- 20 de junio: en Argentina, el presidente Juan Domingo Perón decreta que las universidades nacionales de ese país serán gratuitas para los habitantes de Argentina y de todos los países latinoamericanos. Esa ley se mantiene hasta la actualidad.
- 23 de junio: en la Ciudad del Vaticano, el papa Pío XII excomulga a todos los comunistas y sus simpatizantes de «el pasado, el presente y el futuro».

### Julio
- 10 de julio: en Tayikistán se registra un terremoto de 7,5 y un deslizamiento de tierra que dejan un saldo de 7.200 muertos.
- 14 de julio: en el pozo María Luisa (Ciaño, Asturias), una explosión de grisú ocurrida a las 18:15 mata a 17 mineros. Este suceso serviría de inspiración para el himno minero conocido como "En el pozo María Luisa" o "Santa Bárbara bendita".
- 19 de julio: Laos se independiza de Francia.

### Agosto
- 5 de agosto: en Ambato (Ecuador) se registra un violento terremoto de 6,4 que deja más de 5.000 fallecidos.
- 6 de agosto: en Santiago de Chile se publica por primera vez la historieta cómica Condorito.
- 8 de agosto: Bután se independiza de la India (que el 15 de agosto se había independizado del Reino Unido).
- 12 de agosto: en Alemania se funda la fábrica Adidas.
- 13 de agosto: accidente aéreo de un Douglas DC-3 de la aerolínea colombiana Saeta en Bojacá (Colombia); fallecen sus 32 ocupantes a bordo.
- 16 y 17 de agosto: en Santiago de Chile, los carabineros reprimen una manifestación ―con motivo del alza del valor del transporte colectivo en 20 centavos de peso (una «chaucha»)― dejando un saldo de varios muertos. (Revuelta de la Chaucha).
- 17 de agosto: en Turquía se registra un terremoto de 7,1 que deja 450 muertos.
- 21 de agosto: en las islas de la Reina Carlota se registra un terremoto de 8,0, que provoca un tsunami.
- 27 de agosto: en Semipalatinsk (Kazajistán) la Unión Soviética detona su primera bomba atómica (la octava en la Historia humana), con el nombre clave RDS-1 (‘primer relámpago’). Los espías estadounidenses la habían denominado Joe-1.
- 27 de agosto: en Bolivia estalla una guerra civil, liderada por el MNR (Movimiento Nacionalista Revolucionario) que proclama a Víctor Paz Estenssoro (todavía en el exilio) como presidente de la República. El ejército nacional perpetra una fuerte represión, que incluyó bombardeos a Cochabamba y Santa Cruz.

### Septiembre
- 21 de septiembre (o 22): El ARA Fournier (M-5), un rastreador de la armada argentina, naufraga en el Estrecho de Magallanes, con la pérdida de sus 77 tripulantes.

### Octubre

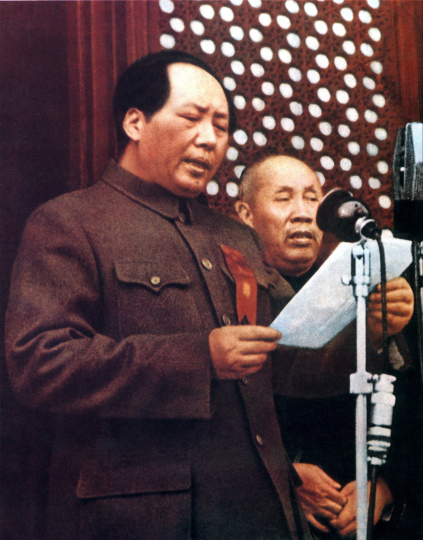
Mao Zedong proclama la creación de la República Popular China el 1 de octubre.

- 1 de octubre: se proclama la República Popular China y Mao Zedong es elegido presidente.
- 4 de octubre: en El Salvador y Guatemala se registran graves inundaciones.[2] Solo en Guatemala hubo 40 000 víctimas.[3]
- 7 de octubre: se funda la República Democrática Alemana en la zona de Alemania bajo control soviético, con Wilhelm Pieck como primer presidente.
- 14 de octubre: El Ejército Popular de Liberación, toma Cantón.
- 16 de octubre: celebración en Madrid del  I Congreso Interiberoamericano de Educación y se crea la Organización de Estados Iberoamericanos para la Educación, la Ciencia y la Cultura.
- 31 de octubre: en Filipinas, un tifón causa 975 muertos y deja sin hogar a 20 000 personas.
- 31 de octubre: Indonesia se independiza de Países Bajos.
- 31 de octubre: en Unión Soviética se funda el COMECON (Council for Mutual Economic Assistance: Consejo de Ayuda Mutua Económica).

### Noviembre
- 8 de noviembre: en Costa Rica entra en vigencia su actual Constitución política. El presidente de la Junta Fundadora de la Segunda República, José Figueres Ferrer, entrega el poder a Otilio Ulate Blanco, quien gobernará el país hasta 1953.
- 9 de noviembre: en Colombia el gobierno del presidente Mariano Ospina Pérez declara la censura de prensa por medio del Decreto 3521. Igualmente, por medio del Decreto 3518 declara perturbado el orden público e instaura el estado de sitio en todo el territorio nacional.
- 23 de noviembre: se crea en Venezuela, bajo decreto presidencial N.º 337 el Instituto de Previsión y Asistencia Social para el Personal del Ministerio de Educación (IPASME).[4]
- 29 de noviembre: El Ejército Popular de Liberación toma Chongqing.

### Diciembre
- 7 de diciembre: Chiang Kai-shek evacua su gobierno y tropas de China continental y proclama el 10 de diciembre a Taipéi, como nueva capital de la República de China.
- 17 de diciembre: Dos terremotos de 7,7 y 7,6 sacuden la provincia argentina de Tierra de Fuego.
- 27 de diciembre: El Ejército Popular de Liberación toma Chengdu, última capital de la República de China (1912-1949).

## Nacimientos

### Enero
- 2 de enero: Oscar Traven, actor mexicano (f. 2024).
- 3 de enero: Sylvia Likens, adolescente estadounidense, víctima de acoso (f. 1965).
- 5 de enero: George Brown, baterista de la banda Kool & The Gang.
- 6 de enero: Juan Carlos Bello, nadador peruano.
- 7 de enero: Anne Schedeen, actriz estadounidense.
- 10 de enero: 
  - George Foreman, boxeador estadounidense.
  - Linda Lovelace, actriz pornográfica estadounidense (f. 2002).
- 11 de enero: Paco Ignacio Taibo II, novelista y político.

- 12 de enero: 

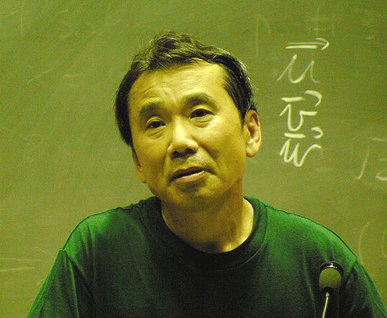
Haruki Murakami

  - Haruki Murakami, escritor japonés.
  - Ottmar Hitzfeld, futbolista y entrenador alemán.
- 17 de enero: 
  - Carlos Indio Solari, cantante argentino.
  - Andy Kaufman, cómico estadounidense (f. 1984).
  - Mick Taylor, músico británico.
  - Juan Gossaín, periodista y escritor colombiano.
- 18 de enero: 
  - Raúl Tuny Kollmann, periodista argentino.
  - Philippe Starck, diseñador francés.
- 22 de enero: Steve Perry, cantante estadounidense, de la banda Journey.
- 23 de enero: Aída Avella, política colombiana.
- 25 de enero: 
  - Gustavo Gaviria Rivero, criminal y narcotraficante colombiano (f. 1990).
  - Roberto Reyes Toledo, actor y director de televisión colombiano (f. 2020).
- 26 de enero: Tomoko Ogawa, cantante y actriz japonesa.
- 27 de enero: David Arnoldo Cabrera, futbolista salvadoreño.
- 29 de enero: José Alejandro Bernales, director general de Carabineros (f. 2008).
- 31 de enero: Ken Wilber, escritor estadounidense.

### Febrero
- 1 de febrero: Xuan Xosé Sánchez Vicente, político y escritor español.
- 3 de febrero: Jorge Guinzburg, periodista, productor y humorista argentino (f. 2008).
- 3 de febrero: Humberto Mata, escritor y crítico venezolano.
- 3 de febrero: Amancio Prada, cantautor español.
- 6 de febrero: Ramón Saadi, político argentino (f. 2023).
- 6 de febrero: Jim Sheridan, cineasta irlandés.
- 7 de febrero: Alan Lancaster, músico y compositor británico (f. 2021).

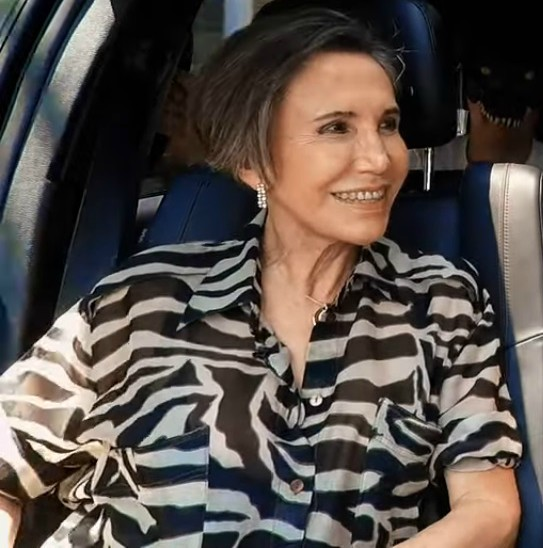
Florinda Meza

- 8 de febrero: Florinda Meza, actriz mexicana, Doña Florinda en el programa cómico infantil El Chavo del Ocho.
- 10 de febrero: Hermana María Luisa (María Luisa Piraquive), pastora evangélica colombiana, autonombrada «profetisa» y expatriada en Estados Unidos, fundadora de la Iglesia de Dios Ministerial de Jesucristo Internacional y presidenta de la Fundación Internacional María Luisa de Moreno, viuda del pastor evangélico y millonario colombiano Luis Eduardo Moreno.
- 10 de febrero: Harold Sylvester, actor estadounidense.
- 12 de febrero: Enzo Hernández, beisbolista venezolano (f. 2013).
- 12 de febrero: Joaquín Sabina, cantautor y poeta español.
- 15 de febrero: Francisco Maturana, entrenador colombiano de fútbol.
- 16 de febrero: Socorro Díaz Palacios, periodista y política mexicana.
- 21 de febrero: Enrique Wolff, futbolista y periodista deportivo argentino.
- 22 de febrero: Niki Lauda, piloto austríaco de Fórmula 1 (f. 2019).
- 23 de febrero: Marc Garneau, astronauta, ingeniero, militar («capitán de navío»), rector universitario y político canadiense (f. 2025), presidente de la Agencia Espacial Canadiense (entre 2001 y 2006). El 5 de octubre de 1984, Garneau se convirtió el segundo americano no estadounidense en volar al espacio, después del cubano Arnaldo Tamayo Méndez.[5]
- 25 de febrero: Ric Flair, luchador de lucha libre profesional estadounidense.
- 27 de febrero: Urbano Moraes, músico uruguayo.

### Marzo
- 2 de marzo: 
  - Alain Chamfort, cantante y compositor francés.
  - Francisco Robles Ortega, cardenal mexicano.
  - Antonio Vodanovic, presentador de televisión chileno de origen croata/dálmata.
- 3 de marzo: Tomás de Aquino Manyo Maeda, cardenal católico japonés.

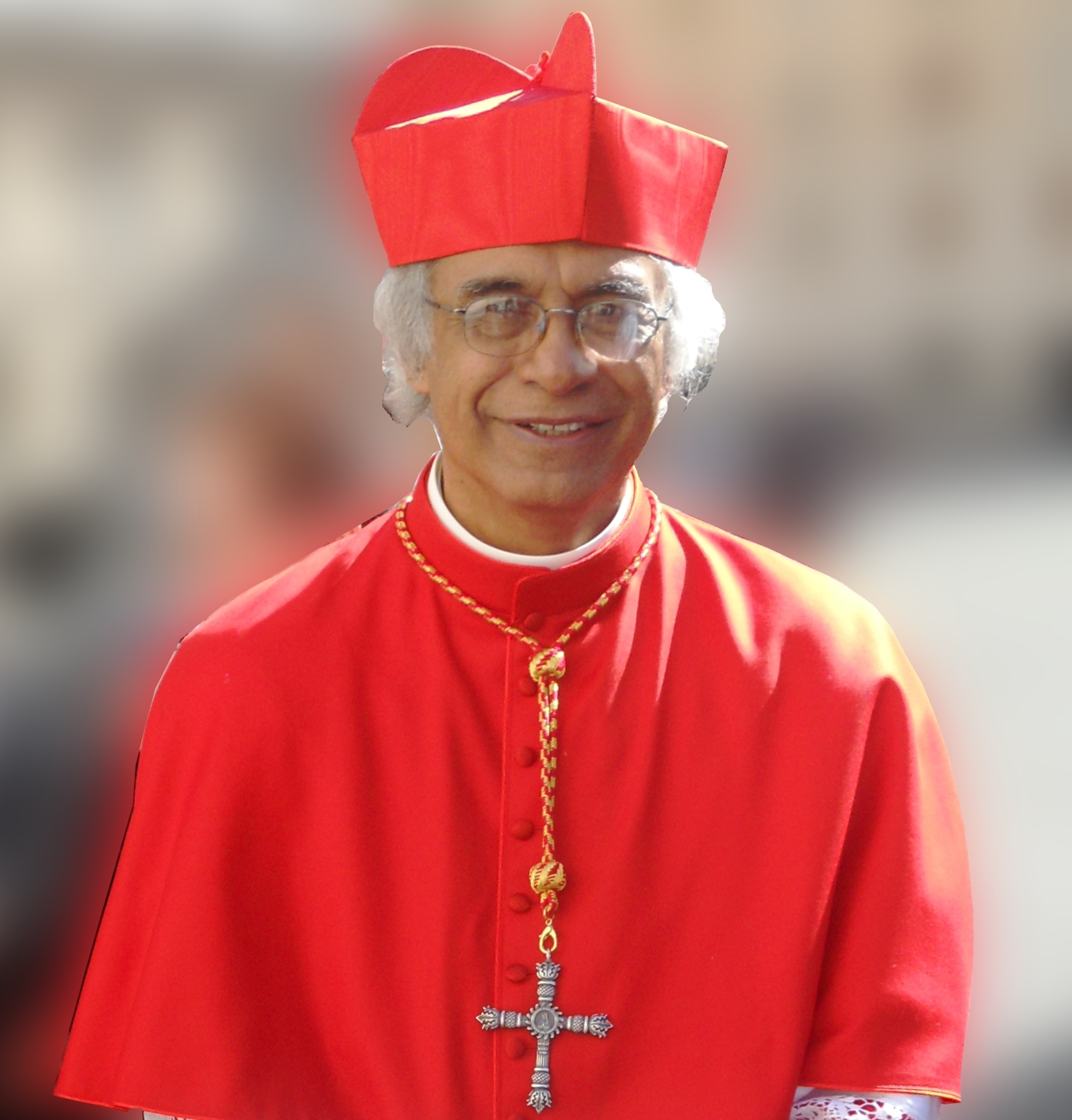
Leopoldo Brenes

- 7 de marzo: Leopoldo Brenes, cardenal católico nicaragüense.
- 8 de marzo: Teófilo Cubillas, futbolista peruano.
- 10 de marzo: Lissette Álvarez, cantautora y actriz cubano-estadounidense de origen peruano.
- 13 de marzo: Emmy Verhey, violinista neerlandesa.
- 16 de marzo: 
  - Sergio Denis, cantante argentino (f. 2020).
  - Pablo Calvo, actor infantil español (f. 2000).
- 17 de marzo: Patrick Duffy, actor estadounidense.
- 18 de marzo: Claudio Gabis, músico argentino.
- 21 de marzo: Slavoj Žižek, filósofo y psicoanalista esloveno.
- 24 de marzo: Ranil Wickremesinghe, político esrilanqués, primer ministro de Sri Lanka entre 1993 y 1994, entre 2001 y 2004, entre 2015 y 2019 y entre mayo y julio de 2022, presidente de Sri Lanka desde 2022.
- 26 de marzo: 
  - Milagros Palma, antropóloga, profesora, escritora y editora nicaragüense.
  - Patrick Süskind, escritor alemán.
- 30 de marzo: José Natividad González Parás, político mexicano.
- 31 de marzo: Jorge Oñate, cantautor colombiano de música vallenata (f. 2021).

### Abril
- 4 de abril: Junior Braithwaite, músico jamaiquino (f. 1999).
- 5 de abril: 
  - Judith Resnik, astronauta estadounidense (f. 1986).
  - Luis Fernando Múnera, actor colombiano (f. 2023.).
- 6 de abril: 
  - Patrick Hernández, cantautor francés.
  - Horst Ludwig Störmer, físico alemán, premio nobel de física en 1998.
- 7 de abril: Fernando Llort, n artista visual salvadoreño (f.2018).
- 9 de abril: Rubén Pagura, actor, cantautor y dramaturgo argentino, residente en Costa Rica.
- 11 de abril: Bernd Eichinger, cineasta alemán (f. 2011).
- 13 de abril: 
  - Christopher Hitchens, escritor, periodista y activista ateo británico (f. 2011).
  - Ricardo Zunino, piloto argentino de automovilismo.
- 17 de abril: Horacio Sánchez Unzueta, político mexicano.

- 18 de abril: 

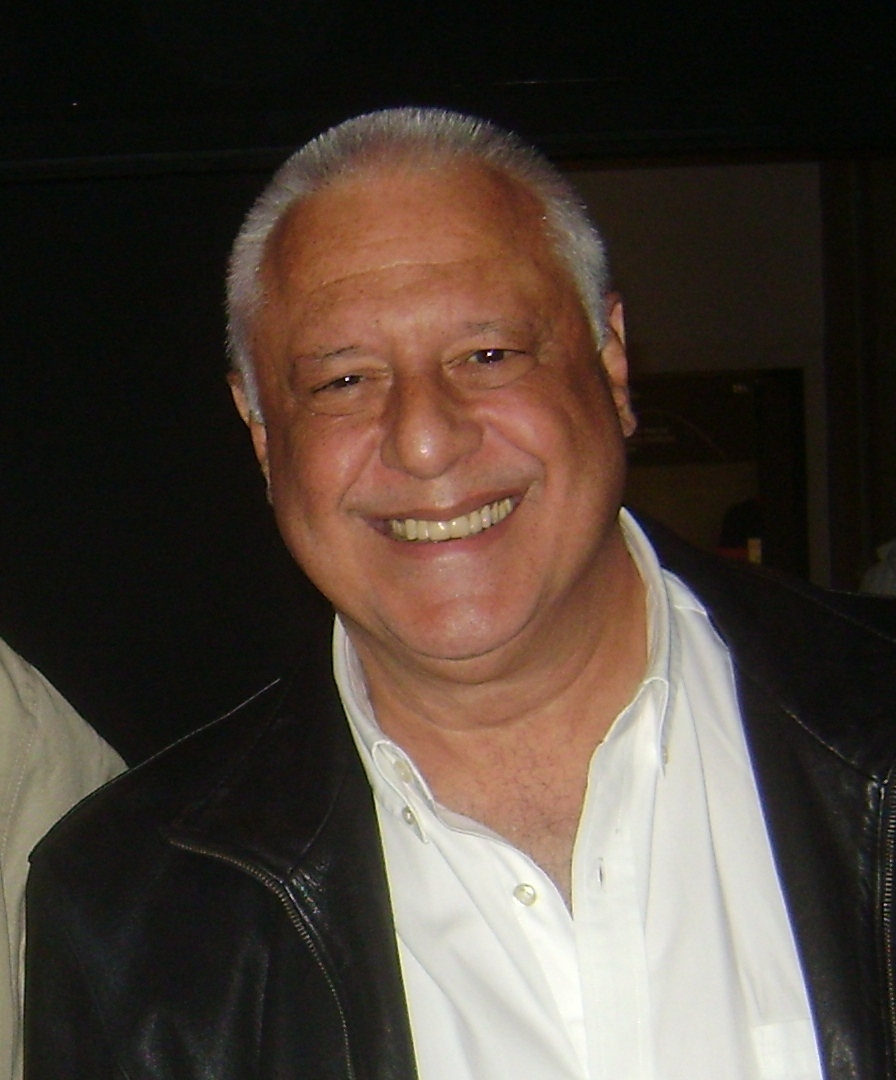
Antônio Fagundes

  - Antônio Fagundes, actor brasileño.
  - Geoff Bodine, piloto de carreras estadounidense.
  - Charles Fefferman, matemático estadounidense.
  - Francisco López Pérez, historiador y escritor español.
  - Celia Villalobos, política española.
  - Bengt Holmström, economista finlandés.
- 19 de abril: Paloma Picasso, empresaria y diseñadora franco-española, hija del pintor Pablo Picasso.
- 19 de abril: Larry Walters, camionero estadounidense que el 2 de julio de 1982 voló sobre la ciudad de Los Ángeles durante 16 minutos a 4600 m de altitud montado en un sillón de jardín atado a 42 globos llenos de helio (f. 1993).
- 20 de abril: Jessica Lange, actriz estadounidense.
- 24 de abril: Wilfrido Vargas, cantante y músico dominicano.
- 25 de abril: Dominique Strauss-Kahn, político francés.
- 26 de abril: Carlos Bianchi, futbolista y entrenador argentino.
- 28 de abril: Paul Guilfoyle, actor estadounidense.
- 30 de abril: António Guterres, político socialista portugués.

### Mayo
- 2 de mayo: James Byrd Jr., ciudadano afroestadounidense que fue brutalmente asesinado por tres supremacistas blancos en la ciudad de Jasper (estado de Texas), el 7 de junio de 1998.
- 7 de mayo: Jaime Suárez Quemain, poeta y periodista salvadoreño (f. 1980).
- 9 de mayo: María Eugenia Dávila, actriz colombiana (f. 2015).
- 9 de mayo: Billy Joel, cantante estadounidense.
- 9 de mayo: Adrián Paenza, matemático argentino.
- 17 de mayo: Miguel Saiz, político argentino.
- 18 de mayo: 
  - Hugo Sotil, futbolista peruano.
  - Rick Wakeman, músico británico.
- 19 de mayo: 
  - Dusty Hill, músico estadounidense (f. 2021), de la banda ZZ Top.
  - Ashraf Ghani Ahmadzai, político afgano.
- 20 de mayo: Alejandro Dolina, poeta, escritor, conductor de programas de TV y radio argentino.
- 22 de mayo: Ángel Enrique Tacuarita Brandazza, militante social argentino asesinado por el Ejército (f. 1972).
- 23 de mayo: Alan García, presidente peruano (f. 2019).
- 23 de mayo: Moncho Alpuente, escritor, músico y periodista español (f. 2015).
- 24 de mayo: Jim Broadbent, actor británico.
- 26 de mayo: Pam Grier, actriz estadounidense.
- 27 de mayo: Alma Guillermoprieto, periodista, profesora, bailarina y escritora mexicana.

### Junio
- 5 de junio: 
  - José Luis Barreiro, politólogo, político y catedrático español.
  - Ken Follett, escritor británico.
- 6 de junio: Noemí Sanín, política colombiana.
- 7 de junio: Toti Soler, guitarrista y cantante español en lengua catalana.
- 8 de junio: Emanuel Ax, pianista estadounidense.
- 10 de junio: 
  - Frankie Faison, actor estadounidense.
  - Norberto Di Giorno (Psicosis Gonsales), actor, bailarín y drag queen español.
- 11 de junio: Tom Pryce, piloto británico de automovilismo (f. 1977).
- 14 de junio: Luis Ospina, director del cine colombiano (f. 2019).
- 15 de junio: Russell Hitchcock, cantante australiano, de la banda Air Supply.
- 18 de junio: Lech Kaczyński, político polaco.
- 19 de junio: Daria Nicolodi, actriz y guionista italiana.
- 20 de junio: Lionel Richie, cantante estadounidense.

- 22 de junio: 

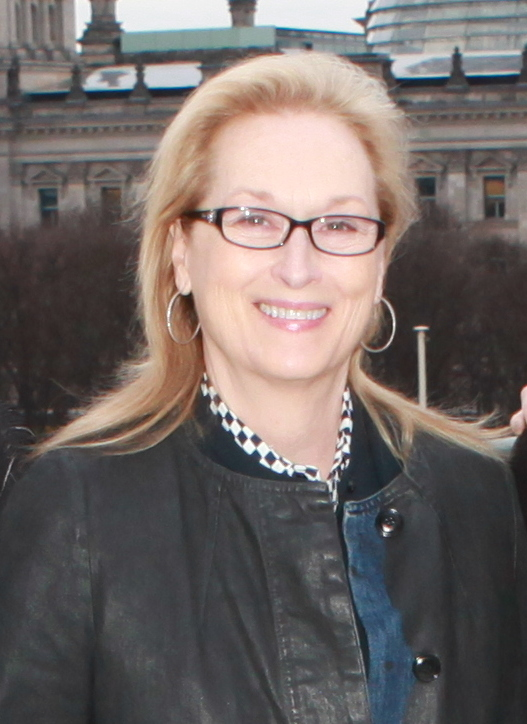
Meryl Streep

  - Meryl Streep, actriz estadounidense.
  - Aytaç Arman, actor turco (f. 2019).
- 23 de junio: Michael Middleton, armígero real británico y padre de Catalina de Cambridge
- 25 de junio: Patrick Tambay, piloto francés de Fórmula 1.

### Julio
- 7 de julio: 
  - Pedro Ruy-Blas, cantante, compositor y actor español.
  - Shelley Duvall, actriz estadounidense.
- 10 de julio: Helmut Bellingrodt, tirador olímpico colombiano.
- 11 de julio: Francisco Hernández Ramírez, futbolista costarricense (f. 2019).
- 12 de julio: Carlos Reynoso, antropólogo argentino.
- 13 de julio: 
  - Clifford Harper, artista británico.
  - Ramón Barea, actor español.
- 21 de julio: 
  - Oscar Osqui Amante, guitarrista y cantante argentino, de la banda Oveja Negra (f. 2014).
  - Franco Simone, cantautor italiano.
- 22 de julio: Alan Menken, compositor estadounidense.
- 24 de julio: Joan Enric Vives i Sicilia, aristócrata y obispo español.
- 25 de julio: Rosa Manzano, dirigente política española (f. 1988).
- 26 de julio: 
  - Roger Taylor, baterista británico, de la banda Queen.
  - Thaksin Shinawatra, político tailandés.
- 27 de julio: Liliana Benard, actriz y guionista argentina.
- 28 de julio: Steve Peregrin Took, baterista y cantautor británico (f. 1980).

### Agosto
- 1 de agosto: 
  - Kurmanbek Bakíev, expresidente kirguistano.
  - Santiago Ramos, actor español.
- 2 de agosto: Louis Arpa, futbolista maltés.
- 4 de agosto: Amparo Pamplona, actriz española.
- 5 de agosto: 
  - Rita Cortese, actriz y cantante argentina.
  - Miguel Ángel Catalá Gorgues, historiador y museólogo español.
- 7 de agosto: Tim Renwick, músico británico.
- 8 de agosto:
  - Terry Burnham, actriz estadounidense (f. 2013).[6]
  - Keith Carradine, actor y cantante estadounidense.
  - Ray Dalio, empresario estadounidense.
  - Rory Hayes, dibujante estadounidense (f. 1983).
  - Roger Legeay, director deportivo francés y ciclista de ruta.
  - Ricardo Londoño, piloto de carreras colombiano (f. 2009).
  - Bernadette Rauter, esquiadora alpina austriaca.
  - Matti Ruohonen, pianista, guistarrista, violinista y compositor finlandés, miembro del dúo Matti y Teppo, con su hermano mayor, el letrista Teppo Ruohonen (n. 1948).
  - Antonia Santilli, actriz italiana.
  - Brian Sipe, jugador estadounidense de fútbol americano.
  - Anatoly Zinchenko, futbolista soviético.
- 11 de agosto: Eric Carmen, músico estadounidense.
- 12 de agosto: 
  - Mark Knopfler, músico, cantante y compositor británico.
  - Daniel Alvarado, actor y cantante venezolano (f. 2020).
- 13 de agosto: Begoña San José, feminista española.
- 14 de agosto: 
  - Morten Olsen, futbolista y entrenador danés.
  - Tina Romero, actriz mexicana.
- 17 de agosto: Luis González Baca, químico nicaragüense.
- 23 de agosto: Shelley Long, actriz estadounidense.
- 24 de agosto: Diamela Eltit, escritora chilena
- 25 de agosto: 
  - Gene Simmons, guitarrista israelí de rock, de la banda Kiss.
  - Martin Amis, escritor británico.
- 28 de agosto: 
  - Renata Flores, actriz mexicana.
  - Charles Rocket, actor y comediante estadounidense (f. 2005).
- 31 de agosto: Richard Gere, actor estadounidense.

### Septiembre
- 2 de septiembre: Sonia Viveros, actriz chilena
- 3 de septiembre: José Néstor Pékerman, entrenador argentino de fútbol.
- 4 de septiembre: Omar Halleslevens, militar y político nicaragüense.
- 7 de septiembre: Ricardo Piccinini, futbolista argentino-guatemalteco.
- 9 de septiembre: Susilo Bambang Yudhoyono, 6.º presidente indonesio desde 2004 hasta 2014.
- 14 de septiembre: Steve Gaines, guitarrista estadounidense de la banda Lynyrd Skynyrd (f. 1977).
- 15 de septiembre: Pablo Rieznik, político, profesor universitario e investigador argentino (f. 2015).
- 16 de septiembre: Percy Rojas, futbolista peruano.
- 17 de septiembre: 
  - Miguel Ángel Gómez Martínez, compositor y director de orquesta español.
  - Chela Arias, actriz colombiana.
- 18 de septiembre: Peter Shilton, exfutbolista británico.
- 19 de septiembre: Twiggy, supermodelo, actriz y cantante inglesa.
- 23 de septiembre: 
  - Quini, futbolista español.
  - Bruce Springsteen, cantante y compositor estadounidense.
- 25 de septiembre: Pedro Almodóvar, cineasta y guionista español.
- 29 de septiembre: 
  - Joëlle Wintrebert, escritora, editora, antóloga y periodista francesa .

### Octubre
- 2 de octubre: 
  - Richard Hell, músico estadounidense.
  - Annie Leibovitz, fotógrafa estadounidense.
  - Carlos Slepoy, jurista argentino, activista de los derechos humanos (f. 2017).
- 3 de octubre: José Mayer, actor brasileño.
- 4 de octubre: Armand Assante, actor estadounidense.
- 8 de octubre: Sigourney Weaver, actriz estadounidense.
- 9 de octubre: Ángeles Mastretta, escritora mexicana.
- 10 de octubre: Hugo Yasky, maestro y líder sindical argentino.
  - Alfonso Iturralde, actor mexicano (f. 2023).
- 12 de octubre: Ilich Ramírez, terrorista venezolano.
- 13 de octubre: 
  - Susana Lesgart, guerrillera montonera argentina (f. 1972).
  - Sylvia Pasquel, actriz mexicana.
- 15 de octubre: Tanya Roberts, actriz estadounidense. (f. 2021).
- 16 de octubre: Joan Manuel Gisbert, escritor español de literatura infantil.
- 17 de octubre: 
  - Owen Arthur, primer ministro barbadense.
  - Renata Schussheim, artista plástica argentina.
  - James Trussell, matemático y economista estadounidense.
- 18 de octubre: Vicente Molina Foix, escritor español.
- 19 de octubre: Fiorella Faltoyano, actriz española.
- 21 de octubre: 
  - Manuel Marín González, político español (f. 2017).
  - Benjamín Netanyahu, político y primer ministro israelí.
- 25 de octubre: Pablo Lorenzini, político e ingeniero comercial chileno.
- 26 de octubre: Teddy Guzmán, actriz y cantante peruana.
- 29 de octubre: James Williamson, guitarrista compositor y productor estadounidense de la banda de rock The Stooges.
- 30 de octubre: Jorge Bucay escritor argentino.

### Noviembre
- 1 de noviembre: Alejandro Medina, músico argentino.
- 2 de noviembre: José Luis Viejo, ciclista español (f. 2014).
- 7 de noviembre: Kubero Díaz, guitarrista argentino de rock, de la banda Los Abuelos de la Nada.
- 12 de noviembre: Guadalupe, vedette, cantante y actriz argentina.
- 26 de noviembre: Marí Alkatiri, político de Timor Oriental.
- 29 de noviembre: Wayne Keown, mánager estadounidense.

### Diciembre
- 1 de diciembre: Sebastián Piñera, empresario, político y multimillonario chileno, presidente desde 2010 hasta 2014 y desde 2018 hasta 2022 (f. 2024).
- 1 de diciembre: Pablo Escobar, narcotraficante colombiano (f. 1993).
- 2 de diciembre: Adolfo Aguilar Zínser, político mexicano (f. 2005).
- 4 de diciembre: Jeff Bridges, actor estadounidense.
- 4 de diciembre: María Antonieta de las Nieves, actriz mexicana.
- 7 de diciembre: Tom Waits, cantor, compositor estadounidense.
- 8 de diciembre: Antonio Biosca, futbolista español.
- 9 de diciembre: Jairo Varela, cantautor colombiano de salsa (f. 2012).
- 12 de diciembre: Marc Ravalomanana, expresidente de Madagascar.
- 12 de diciembre: Mauricio Figueroa, actor colombiano.
- 17 de diciembre: Lázaro Forero, policía venezolano.
- 20 de diciembre: Susy Delgado, escritora, narradora, y periodista paraguaya, poetisa bilingüe guaraní-castellano.
- 21 de diciembre: Thomas Sankara, presidente revolucionario socialista de Burkina Faso (asesinado en 1987).
- 22 de diciembre: Graham Beckel, actor estadounidense.

Maurice Gibb

Robin Gibb

- 22 de diciembre: Maurice Gibb, cantante británico, de la banda Bee Gees (f. 2003), hermano de Robin.
- 22 de diciembre: Robin Gibb, cantante británico, de la banda Bee Gees (f. 2012), hermano de Maurice.
- 24 de diciembre: Beatriz Carvajal, actriz española.
- 25 de diciembre: Sissy Spacek, actriz estadounidense.
- 25 de diciembre: Nawaz Sharif, político pakistaní.
- 25 de diciembre: Simone, cantante brasileña.
- 26 de diciembre: Julio de Vido, político argentino.
- 26 de diciembre: José Ramos-Horta, político de Timor Oriental.
- 27 de diciembre: Klaus Fischer, futbolista alemán.
- 28 de diciembre: José Pampuro, político argentino.
- 29 de diciembre: Will More, actor de cine español (f. 2017).

### Fechas desconocidas
- Henry Layana, actor de teatro, cine y televisión, director de teatro, cuentista y activista ecuatoriano.

## Fallecimientos

### Enero
- 6 de enero: Victor Fleming, cineasta estadounidense (n. 1889).
- 14 de enero: Joaquín Turina, compositor español.
- 14 de enero: Amedeo Bassi, tenor italiano (n. 1872).
- 15 de enero: Lu Cheng-hsiang,  diplomático, político y sacerdote católico chino (n.1871).

### Febrero
- 11 de febrero: Axel Munthe médico y escritor sueco (n. 1857).
- 25 de febrero: Juan Tellería, compositor español (n. 1895).

### Marzo
- 10 de marzo: James Rector, atleta estadounidense (n. 1884).
- 30 de marzo: Friedrich Bergius, químico e industrial alemán, premio nobel de química en 1931 (n. 1884).

### Abril
- 12 de abril: Virginia Vera, cantante, guitarrista, compositora y actriz argentina de origen italiano (n. 1898).
- 19 de abril: Guillermo Buitrago, cantante y compositor colombiano (n. 1920).

### Mayo
- 5 de mayo: Maurice Maeterlinck, escritor belga, premio nobel de literatura en 1911 (n. 1862).
- 9 de mayo: Carlo Felice Trossi, piloto italiano de automovilismo (n. 1908).
- 24 de mayo: Rosita Renard, pianista chilena (n. 1894).

### Junio
- 2 de junio: Teodoro Llorente Falcó, periodista y escritor español (n. 1869).
- 10 de junio: Sigrid Undset, escritora noruega, premio nobel de literatura en 1928 (n. 1882).
- 15 de junio: Antonio Ballesteros Beretta, historiador español (n. 1880).
- 25 de junio: Alejandro Lerroux, político español (n. 1864).

### Agosto
- 8 de agosto: Joaquín Torres García, artista plástico uruguayo (n. 1874).
- 9 de agosto: Edward Thorndike, psicólogo conductista estadounidense.
- 17 de agosto: Julio Ugarte y Ugarte, escritor religioso peruano (n. 1890).

### Septiembre
- 8 de septiembre: Richard Strauss, compositor alemán (n. 1864).
- 13 de septiembre: August Krogh, fisiólogo danés, premio nobel de medicina en 1920 (n. 1874).
- 15 de septiembre: Emiliano R. Fernández, poeta y músico paraguayo (n. 1894).
- 22 de septiembre: Kim Jong-suk, personalidad norcoreana (n. 1917).
- 22 de septiembre: Roberto Lewis, pintor panameño (n. 1874).
- 22 de septiembre: Sam Wood, cineasta estadounidense (n. 1883).
- 26 de septiembre: Blanca Estela Pavón, actriz mexicana (n. 1926).

### Octubre
- 21 de octubre: Laura Montoya, religiosa colombiana, primera santa de ese país, fundadora de la Congregación de María Inmaculada y Santa Catalina de Siena (n. 1874).
- 24 de octubre: Yaroslav Halan, dramaturgo ucraniano (n. 1902)
- 28 de octubre: Ginette Neveu, violinista francesa (n. 1919).

### Noviembre
- 25 de noviembre: Digno Núñez, empresario y político ecuatoriano (n. 1866).

### Fechas desconocidas
- Severo Mallet-Prevost, abogado estadounidense.

## Arte y literatura
- 6 de enero: José Suárez Carreño obtiene el premio Nadal por su novela Las últimas horas.
- 8 de junio: George Orwell publica su novela 1984.
- 14 de octubre: Antonio Buero Vallejo estrena en Madrid (Teatro Español su obra Historia de una escalera.
- Arthur Miller: La muerte de un viajante.
- Graham Greene: El tercer hombre.
- Jorge Luis Borges: El Aleph.
- Simone de Beauvoir: El segundo sexo.
- Miguel Ángel Asturias: Hombres de maíz.
- Heinrich Böll: El tren llegó puntual.
- Alejo Carpentier: El reino de este mundo.
- Agatha Christie: La casa torcida.
- T. S. Eliot: The Cocktail Party.
- Arthur Miller: Muerte de un viajante.

## Cine
- Acusado a traición (The Clay Pigeon), de Richard Fleischer.
- Al rojo vivo (White heat), de Raoul Walsh.
- Almas en la hoguera (Twelve O'Clock High), de Henry King.
- Los amantes de la noche (They Live by Night), de Nicholas Ray.
- Amigos apasionados (The Passionate Friends), de David Lean.
- Amor en conserva (Love Happy), de David Miller y Leo McCarey.
- Atormentada (Under Capricorn), de Alfred Hitchcock.
- Atrapados (Caught), de Max Ophüls.
- Aventurera de Alberto Gout
- El burlador de Castilla (Adventures of Don Juan), de Vincent Sherman.
- Carta a tres esposas (A letter to three wives), de Joseph L. Mankiewicz.
- Con las horas contadas (D.O.A.), de Rudolph Maté.
- La costilla de Adán (Adam's Rib), de George Cukor.
- Duelo silencioso, de Akira Kurosawa.
- Edward, mi hijo (Edward, my son), de George Cukor.
- Fuego en la nieve (Battleground), de William A. Wellman.
- La heredera (The heiress), de William Wyler.
- Champion, de Mark Robson.
- Juntos hasta la muerte (Colorado Territory), de Raoul Walsh.
- La legión invencible (She Wore a Yellow Ribbon), de John Ford.
- Llamad a cualquier puerta (Knock on any door), de Nicholas Ray.
- El manantial (The Fountainhead), de King Vidor.
- Mujercitas (Little women), de Mervyn LeRoy.
- Nadie puede vencerme (The Set-Up), de Robert Wise.
- La novia era él (I was a male war bride), de Howard Hawks.
- Ocho sentencias de muerte (Kind hearts and coronets), de Robert Hamer.
- El perro rabioso, de Akira Kurosawa.
- Pinky (Pinky), de Elia Kazan.
- El político (All The King's Men), de Robert Rossen.
- Primavera tardía (Banshun), de Yasujirō Ozu.
- El reinado del terror (Reign of Terror), de Anthony Mann.
- Relato criminal (The Undercover Man), de Joseph H. Lewis.
- Soborno (The Bribe), de Robert Z. Leonard.
- La sed (Torst), de Ingmar Bergman.
- El tercer hombre (The third man), de Carol Reed.
- Un día en Nueva York (On the town), Stanley Donen y Gene Kelly.
- Un secreto de mujer (A woman's secret), de Nicholas Ray.

## Música
- El compositor soviético Alfred Schnittke lee por primera vez la novela Doktor Faustus (de Thomas Mann), que le marcará profundamente. En años posteriores compondrá varias obras sobre la novela, entre las que destaca la cantata Seid Nüchtern und Wachet (1983).

## Discografía
- Frank Sinatra: Frankly Sentimental. «Publicado en junio bajo el sello discográfico Columbia Records»

## Ciencia y tecnología
- 10 de enero: RCA introduce los discos de 45 RPM.
- Primer computador de programa almacenado.
- Gerard Kuiper descubre Nereida (una de las lunas de Neptuno).
- La URSS realiza la primera explosión de su bomba atómica.

## Deporte
- El FC Barcelona se proclama campeón de la Copa del Rey de Baloncesto.
- 5 de febrero: Alberto Larraguibel con su caballo "Huaso" baten el récord mundial de salto a caballo.
- Se realiza el primer Campeonato nacional de rodeo chileno y los campeones fueron Ernesto Santos y José Gutiérrez.
- Se realiza la primera Copa del Pacífico en Ecuador.
- Campeonato central de rugby chileno: Universidad Católica campeón.
- Fue fundado el club de fútbol Club Jorge Wilstermann el 24 de noviembre.

### Fútbol
- Colombia:
  - Campeonato colombiano: Millonarios.
- Chile:
  - Primera División: Universidad Católica.
- España:
  - Primera División: F. C. Barcelona.

## Premios Nobel
- Física: Hideki Yukawa
- Química: William Francis Giauque
- Medicina: Walter Rudolf Hess y Antonio Caetano De Abreu Freire Egas Moniz
- Literatura: William Faulkner
- Paz: John Boyd Orr